# The Electronic Intifada
The Electronic Intifada (EI) és una publicació estatunidenca en línia amb seu a Chicago que cobreix el conflicte palestino-israelià.

## Història
EI va ser fundada el febrer de 2001 per Ali Abunimah, un ciutadà estatunidenc d'ascendència palestina, Arjan El Fassed, un activista pels drets humans establert als Països Baixos, Laurie King, una antropòloga i excoordinadora de la Campanya Internacional per a la Justícia per a les Víctimes de Xabra i Xatila i editora en cap del Journal of Palestine Studies a Washington, i Nigel Parry, un consultor d'internet, escriptor i músic amb seu a Pittsburgh.
L'abril de 2008, The Electronic Intifada va publicar un article que contenia correus electrònics intercanviats per membres del Committee for Accuracy in Middle East Reporting in America (CAMERA). El propòsit declarat del grup era «ajudar-nos a evitar que les entrades relacionades amb Israel a la Viquipèdia no quedin contaminades per editors anti-Israel». Cinc editors de la Viquipèdia implicats en una campanya de CAMERA van ser sancionats pels administradors de la Viquipèdia, que van manifestar que la naturalesa oberta del projecte «és fonamentalment incompatible amb la creació d'un grup privat per coordinar subreptíciament l'edició d'individus ideològicament afins».
Segons el seu lloc web, The Electronic Intifada està finançada principalment pels seus lectors, amb fons addicionals proporcionats per fundacions privades. No rep finaçament de governs o partits polítics. El 2010, va rebre 130.000 dòlars en donacions personals i 83.000 dòlars de fundacions privades.
El periodista polític Alexander Cockburn va declarar a The Nation l'any 2000: «hi ha una sèrie d'excel·lents mitjans de comunicació per a aquells que volen informes sense icterícia» i va descriure The Electronic Intifada i Middle East Research and Information Project com «de confiança».
El 2002, Hannah Brown de The Jerusalem Post va descriure l'EI com «un dels llocs més elaborats» que oferia una «perspectiva palestina de les notícies». Segons Brown, EI és un lloc web «molt professional, fàcil d'utilitzar i ben escrit», que incloïa fotografies «com la imatge d'un nen palestí solitari que apuntava amb una pedra a un tanc israelià».
NRC Handelsblad va recomanar EI als seus lectors l'any 2006 en el punt àlgid de la Guerra del Líban: «The Electronic Intifada és un lloc de notícies en anglès, informa des d'una perspectiva palestina, però el més imparcial possible. L'EI sovint és més ràpid que els mitjans convencionals».